# Bengt A.W. Johansson
Bengt A.W. Johansson, född 5 januari 1936 i Dädesjö, Kronobergs län, död 23 september 2016 i Hägersten, Stockholm, var en svensk ämbetsman.
Bengt A.W. Johansson studerade vid Lunds universitet, blev fil.lic. 1964 och anställdes som 1:e kanslisekreterare i Finansdepartementet 1964. Han var biträdande sekreterare i Bankoutskottet 1968–1970 och expert i 1970 års försvarsutredning. Johansson utsågs till kansliråd 1970 samt till departementsråd 1974. Johansson blev budgetchef i det nyinrättade Budgetdepartementet 1976 och var generaldirektör och chef för Luftfartsverket 1982–1992.
Han hade ett flertal styrelseuppdrag i myndigheter och statliga företag, som styrelseledamot i Aktiebolaget Trav och Galopp 1973–1983, i Svensk Avfallskonvertering AB 1975–1981, Riksrevisionsverket 1976–1981, Statens Arbetsgivarverk 1979–1981, LFV Airport Center AB från 1985 samt Vasakronan Krim AB och Vasajorden AB från 1995. Han var ordförande för Swedavia 1982–1992, Statens mät- och provråd 1983–1989, Konsumentdelegationen 1984–1988, Fortifikationsförvaltningen från 1989 samt Byggnadsstyrelsen 1989–1994.